# София Щецинская в лагере Казимира Ягеллончика
«София Щецинская в лагере Казимира Ягеллончика» (пол. Księżna Zofia Szczecińska w obozie Kazimierza Jagiellończyka) — картина польского художника Яна Матейко на исторический сюжет, созданная в 1881 году. Её оригинал утрачен.
Матейко изобразил один из эпизодов Тринадцатилетней войны. София Щецинская, жена князя Померании Эрика II, поддержавшего в этом конфликте Тевтонский орден, приехала к его врагу Казимиру IV, королю Польши, чтобы договориться о мире. Её миссия закончилась успехом.